# This Is Not the World
This Is Not the World è il terzo album discografico in studio del gruppo musicale inglese The Futureheads, pubblicato nel 2008.

## Tracce
1. The Beginning of the Twist – 3:36
2. Walking Backwards – 3:53
3. Think Tonight – 3:29
4. Radio Heart – 3:02
5. This Is Not the World – 3:34
6. Sale of the Century – 3:23
7. Hard to Bear – 3:07
8. Work Is Never Done – 3:20
9. Broke Up the Time – 3:14
10. Everything's Changing Today – 3:06
11. Sleet – 3:08
12. See What You Want – 2:42